# 호비턴 무비 세트

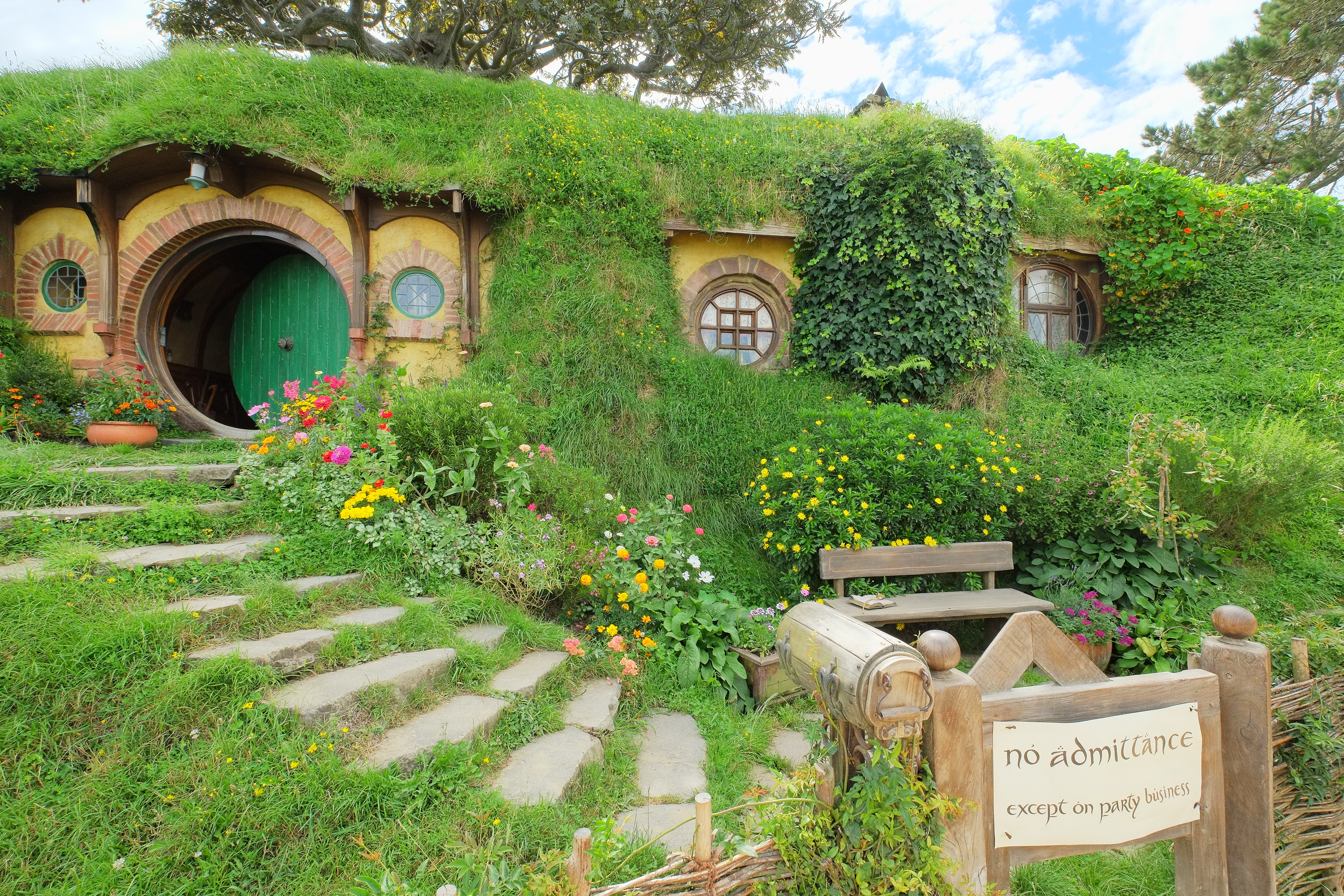
백 엔드

호비턴 무비 세트(영어: Hobbiton Movie Set)는 "반지의 제왕 영화 시리즈"와 "호빗 영화 시리즈"의 주요 촬영지로, 두 작품 모두에서 샤이버 호빗골의 촬영지로 사용되었다. 현재는 톨킨 투어리즘의 관광지로, 세트장 가이드 투어를 제공한다.

## 역사
이 지역의 지질은 마지막 빙하 시대에 쌓인 퇴적 실트, 모래, 자갈로 구성된 히누에라 지층이다. 원래 대부분이 습지였지만 19세기에 대규모 배수 계획으로 변형되었고 현재는 비옥한 농경지이자 주요 경주마 번식지다.
알렉산더 가족은 1978년에 세트가 위치한 구릉 초원의 500헥타르(1,200에이커) 부지로 이사했다. 그 이후로 13,000마리의 양과 300마리의 앵거스 육우를 키우는 가축 농장이 되었다. 농사에서 얻는 주요 수입원은 양고기, 양모, 육우다.

## 반지의 제왕과 호빗
피터 잭슨이 "반지의 제왕 영화 시리즈"에 적합한 장소를 찾기 시작했을 때, 그는 1998년 항공 탐색 중에 처음으로 알렉산더 농장을 보고 그 지역이 "고대 영국의 일부 같다"는 결론을 내렸다. 세트 장식가인 앨런 리는 그 지역의 언덕이 "호빗들이 이미 발굴을 시작한 것처럼 보인다."고 언급했다. 그 장소의 일부에는 강으로도 쓸 수 있는 호수가 있습니다.
소유자와 적절한 협상을 거친 후, 1999년 3월 농장 일부를 호빗골과 샤이어의 다른 장소를 위한 세트로 바꾸는 작업이 시작되었다.
2010년, 이 세트는 "호빗: 뜻밖의 여정"을 위해 보다 영구적인 방식으로 재건되었으며 촬영은 2011년에 시작되었다.

## 방문자 센터
5.5 헥타르 (14 ac) 규모의 영화 세트장 가이드 투어는 2002년에 시작되었으며 매일 제공되고 있다.